# Будинок відпочинку Озерки
Будинок відпочинку Озерки (рос. Дом отдыха Озерки) — населений пункт в Няндомському районі Архангельської області Російської Федерації.
Населення становить 25 осіб. Входить до складу муніципального утворення Няндомський муніципальний округ.

## Історія
До 2022 року входило до складу муніципального утворення Няндомське поселення.

## Населення
| 2002 | 2010 | 2012 |
| ---- | ---- | ---- |
| 12   | ↗24  | ↗25  |